# Кепи
Кепи (дав.-гр. Κήποι, трансліт. Сади — «сади») — давньогрецька колонія, заснована на східному березі Керченської протоки вихідцями з Мілету.
Кепи засновано в найсхіднішій частині Таманської затоки приблизно в 580/570-і роки до н. е. та було одним з найбільших міст Азійського Боспору. У період розквіту міста його площа сягала до 20—25 га. Відоме у світовій історії завдяки тому, що правителем міста був дід політичного діяча й одного з найвідоміших ораторів Греції — Демосфена.

## Археологічні дослідження
Античні міста азійського боку Боспору взагалі досліджені недостатньо, за винятком столиці азійської частини Боспору — Фанагорія і синдського міста біля Семибратніх курганів. Розкопки проводилися епізодично або в дуже невеликих масштабах: Патрасії, Гермонаси, Горгіппії, Раївського городища; в деяких городищах археологічні дослідження взагалі не проводилися. За останні два тисячоліття береги півострова зазнали значних руйнувань та змін — руйнівні процеси продовжуються і понині. Деякі прибережні міста й поселення: Корокондама, Тірамба, імовірні поселення на Косах Чушка і Маркітантка втрачені майже повністю; інші, зруйновані частково і зараз зазнають інтенсивного руйнування: Фанагорія, Гермонаса, Патрасія, городища біля хутора Батарейка, та Кучугур. 

### Розташування міста
Згідно з описом античних авторів, Таманський півострів в давнину являв собою комплекс островів, найбільші з яких мали назву Цимеріс та Фанагора. Кепи, Фанагорія та інші важливі міста того регіону розташовувались саме на острові Фанагорус. Місто стояло на березі протоки між Чорним та Азовським морем, що була альтернативним шляхом оминути Боспор Кімерійський.
На думку археологів, розташування міста Кепи слід шукати на місці городища на східному краю Таманської затоки, біля хуторів Півнева і Артюховка.. В періплах Псевдо-Скілака і Псевдо-Скімна розташування Кепів визначено надто в загальній формі. Псевдо-Скілак розміщує Кепи в області синдів, Псевдо-Скімн пов'язує їх розташування з виходом з протоки.

Точнішу вказівку щодо цього дає Страбон:
 «Перед тим, хто вступить в Корокондамитське озеро, постає величне місто Фанагорія, потім Кепи, Гермонасса і Апатур, святилище Афродити. Із них Фанагорія і Кепи розташовані на названому острові, відносно до того, хто пливе — на лівому боці, інші ж міста по правій стороні, в Синдикі, за Гіпанісом».
 На території, визначеній як острів Фанагора, довгий час не було знайдено інших значних городищ, окрім Фанагорійського і городища на кінці Таманської затоки, яке й традиційно вважається залишками Кепів, адже розкопки підтвердили існування тут значного міста. Під час розкопок 2013 року було знайдено ще одне місто за кілька кілометрів від селища Приморське. Георадарні дослідження показали: місто займає, за найскромнішими підрахунками, 30 гектарів. Його масштаби дозволяють припустити, що саме це і є місто Кепи. За новою теорією вчених на традиційному місці розташування міста Кепи могло міститися місто Апатур, оскільки похоронний обряд того городища ближче до Фанагорійського, ніж до Мілетського, а Кепи були мілетською колонією. Таким чином, археологічна карта може змінитися: Кепи розташуються ближче до нинішньої Тамані, а там, де вони перебували раніше, з'явиться місто Апатур. Але поки це тільки теорія.

Схема розташування городищ, що можуть бути Кепами, в районі "Кімерійського валу"

Щодо традиційного городища, то воно розташоване на східному березі Таманської затоки, на невеликому природному підвищенні, що на заході круто спускається до затоки. Це підвищення є нерівним плато, яке сильно розрите окопами та ямами й спадає на захід; його вища горизонталь у північно-східній частині лежить на 27 м вище рівня води Таманської затоки; площа приблизно 8—9 га. З півночі і північного сходу городище обмежено доволі крутим схилом і валоподібною грядою, з південного сходу невеликою лощиною, з заходу береговим схилом та урвищем. Але на цьому місці була розташована тільки одна, верхня, частина міста. Інша частина городища розташована під західним схилом на нижньому плато. Тут, як і в Фанагорії, що розташована від Кепів за три-чотири кілометри по прямій лінії, при частковому зниженні берега майже все нижнє місто було зруйноване хвилями затоки. Доказом цього є той факт, що на прибережному схилі, який утворює вузьку смугу залишків нижнього плато, можна побачити відірваний міський культурний шар товщиною до 3,5 м, що доходить до рівня води, а в центральній частині, біля колодязя, шар V ст. до. н. е. залягає нижче сучасного рівня води в затоці. Крім цього, біля підніжжя укосу, поряд з сучасною межею води та суші, в 1958 році відкритий античний колодязь за 8 м від сучасного, що існує, можливо, також з античних часів. За розповіддю старожилів, у XIX ст. існували ще два старовинних колодязі на деякій відстані на захід від згаданих. Тепер ці колодязі не існують, вони затягнуті намулом і покриті наступаючою водою.
Межі втраченої частини міста, очевидно, визначаються мілководдям, яке мисом вганяється в затоку навпроти верхнього плато, на відстані до 500 м. Услід за мілководдям, глибина якого не перевищує 0,50—0,60 м, дно різко знижується. Біля берега глибина затоки настільки невелика, що східні вітри оголюють його на десятки метрів. Потрібно вважати, що межа мілководдя і є межею древнього міста, втрачена територія якого становить приблизно 8—9 га. Отже загальна площа міста мала б складати не менше 20—25 га, включаючи розширення міста в I–II ст. н. е. Знищений мис утворював у південній частині подібність бухти, де, імовірно, була стоянка кораблів. Тут, на півдні, затока в давні часи ще більше врізалась до суходолу.
Якщо правильне твердження про з'єднання Таманської затоки з Ахтанізовським лиманом та Пересипним гирлом через висохлий Суботін єрик (уздовж так званого Кімерійського валу, на північ від городища), то потрібно признати, що місце розташування Кеп було напрочуд вдалим. Ґрунтовий некрополь був розташований на схід від міста; основний масив його розташований на піщаних косогорах за 400–500 метрів від міста. Ще далі на схід, по схилу гори Цимбали і на її гребені розташований курганний некрополь. Кургани обступали місто також з півдня і півночі по рівнинній частині.
У схоліях до Демосфена вказується, що Гілон отримав Кепи та τόπους τίνάς, тобто деякі містечка. Звідси можна зазначити, що Кепам належав певний округ з розташованими там сільськогосподарськими поселеннями. Впевнено можна сказати, що основною, найближчою сільськогосподарською територією, що належала місту, була ділянка, яка прилягає з півночі до низини, що тягнулася від північно-східного кута Таманської затоки на схід; уздовж цієї низини проходить так званий Кімерійський вал, що прослідковується на відстані 1200–1300 м. З півдня землі міста обмежувались смугою, що починалась з південно-східного кута Таманської затоки (який раніше був глибше в суходолі), що йшла на схід, до південних схилів гори Цимбали. Безкурганна смуга, очевидно, обмежувала землі Фанагорії і Кеп. На південний захід від смуги тягнулися кургани, що складали неперервні групи і ланцюги, розташовані навколо Фанагорії. На північ розташовані кургани, що створюють єдину групу від схилів гори Цимбалки і до берегів Таманської затоки. На сході межі менш зрозумілі, але, схоже, вони визначались схилами Цимбалів. На цій площі збереглися сліди поселень: всюди трапляються окремі фрагменти кераміки.
Наприкінці V і в IV ст. до н. е. округи, що підкорялися Кепам, були, очевидно, ширшими і доходили до південно-східної кінцівки Фанталового півострова, де в районі хутора Татарського розвідкою Таманського загону зафіксовані два поселення V–IV ст. н. е. Відомі також сліди поселень біля східного кінця валу; останній не міг у ті часи грати оборонну роль, оскільки вся територія вже входила до складу боспорських земель. Якщо вірити повідомленню Страбона, то Сатир I був похований у кургані на західному краю Фанталового півострова. Між хутором Татарським та західним кінцем Кімерійського валу і поблизу західного кінця валу також існували поселення, але схоже, значно пізнього періоду.

### Археологічні розкопки

Фото і план розкопок зі звіту Н. І Сокольского, що проводилися 1967 р.

До 1957 року археологічні розкопки тут не проводились, хоча деякі археологи відвідували це городище і збирали під'ємний матеріал. Окремі випадкові знахідки надходили з некрополя Кеп в Темрюкський, Краснодарський та інші музеї.
З 1957 по 1960 рік на городищі проводив роботи Таманський загін Інституту археології АН СРСР. На декількох ділянках розкрита площа загалом 700 кв. м. і зафіксовано 12 культурно-історичних нашарувань; добуто значний матеріал, відкриті залишки будівель перших віків нашої ери. З метою комплексного дослідження міста, загоном Державного Історичного музею під керівництвом Н. П. Сорокіної в 1959 році були початі розкопки ґрунтового некрополя, де за два сезони було розкрито 60 могил і земляний склеп. У ці ж роки відбувалася розвідка прилеглої території. Розкопки продовжувалися до 1972 року.
В 1984–1989 роках на місці городища проводилися розкопки під керівництвом В. Куцнєцова.
Влітку 2013 року на Таманському півострові проводилися археологічні дослідження, що відбулися за участю волонтерів фонду Археологія в рамках Президентського гранту. Під час попередніх георадарних досліджень в археологічній пам'ятці «7 кілометр» було виявлено значне поселення загальною площею 30 га. У зв'язку з цим і деякими іншими непрямими доказами, учасник експедиції к. і. н. Микола Федосєєв висунув припущення, що даний об'єкт археології можна ідентифікувати з античним містом Кепи. У ході робіт в Північно-Східній частині городища була розкопана ділянка зі збереженими будівельними конструкціями. На думку археологів вони належать спорудам, які існували до 1 ст.до н. е. На це вказує знайдений археологічний матеріал. Схоже, що це поселення, як і багато інших на Таманському півострові, загинуло в ході придушення повстання греків військами Боспорського царя Мітридата VI Євпатора. На це вказують знайдені під час розчищення внутрішніх приміщень будівель фрагменти світлоглиняних керамічних амфор з двоствольними ручками. Найбільш ранній керамічний матеріал належить до другої чверті VI ст.до н. е., це стінки клазоменських амфор та іонійських розписних посудин. Поселення, схоже, було дуже багатим, адже було знайдено велику кількість залишків глиняної черепиці та мальованого посуду. На жаль, близько 30% городища пішло під воду Таманського затоки.

## Історія
Як і деякі інші боспорські міста, Кепи виникли на місці, де існували більш ранні, імовірно, кімерійські поселення II тисячоліття до н. е. Про це свідчить знахідка в міських шарах уламку кам'яного топірця північно-кавказького типу та різців з кременю.
Античні автори зберегли дуже мало згадок про місто. Згідно періплів Псевдо-Скімни Кепи були засновані мілетянами. Про заснування мілетянами Пантікапеї та Феодосії існують прямі докази. Вже цей факт вказує, що Кепи почали існувати в VI ст. до н. е.. Заснування їх, очевидно, входило в єдиний мілетський колонізаційний потік на Боспорі, та навряд чи за часом далеко відлежало від заснування Пантікапеї. Відкриття архаїчного шару в Кепах показало, що у другій половині VI ст. до н. е. місто на верхньому плато вже займало значну територію і жило інтенсивним життям. Отже, можна твердо сказати, що в середині VI ст. до н. е. Кепи, як місто чи постійне поселення, вже існувало. Окремі фрагменти родоської та іонійської кераміки у другій чверті VI ст. до н. е. дають підстави вважати, що Кепи виникли навіть раніше середини, радше в другій чверті VI ст. до н. е.
З виступу Есхіна проти Ктесіфонта ми знаємо, що Кепи були передані боспорським правителем афінянину Гілону, діду знаменитого оратора Демосфена. Діодор Сицилійський повідомляє, що молодший син Перісада I, Прітан, зазнав невдачі в боротьбі з братом Евмелом та втік у Кепи, де і був убитий.
Матеріал, отриманий при розкопках Кеп, свідчить, що в III–II ст. до н. е. Кепи досягають найвищого економічного процвітання; кризових явищ не помічено. Встановлено, що в період III–II ст. до н. е. Боспорське царство загалом поступово слабшало. Однак питання про характер цього занепаду виявився спірним. Деякі дослідники підкреслювали нерівномірність економічного розвитку різних частин Боспорського царства як за часом, так і в окремих галузях господарства. Зокрема, відзначалися факти, що характеризують ослаблення європейської частини Боспору в III–II ст. до н. е. й одночасне процвітання міст азійської його частини. Відомі нам матеріали з Кеп ще більше підтверджують останнє ствердження.
При археологічних розкопках раніше не відзначалося будь-яких слідів значних руйнувань у містах Азійського Боспору в період кінця II–I ст. до н. е. Навряд чи бурхливі події цього часу оминули міста східної половини держави. У зв'язку з цим археологів дуже зацікавила частина кладки — фундаменту, відкритої в 1957 році на північному розкопі. Ця кладка, що лежить в шарі I ст. до н. е., складена в більшій своїй частині з дрібних уламків мармурових архітектурних деталей і плит; один фрагмент плити білого мармуру зберіг залишки двох букв, мабуть, залишки декрету. Факт цей показує на існування в Кепах в III–II ст. до н. е. будівель з мармуру. Мармурових уламків в культурному шарі центральної частини верхнього міста дуже багато, незрівнянно більше, ніж їх знаходили в Пантікапеї при розкопках на північному схилі гори Мітридат в 1956–1958 роках. Особливо багато в Кепах уламків облицювальних плит. Частина з них належить до елліністичної епохи, а частина, мабуть, до будівель I–II ст. н. е. На жаль, усі вони виявилися розбитими на дрібні шматки. Однак, судячи зі скупчення знахідок мармурових фрагментів, можна впевнено говорити, що громадські будівлі містились у районі верхнього міста біля західного розкопу і на південний схід від нього. У 1937 році на городищі в кладці римського часу був виявлений фрагмент біломармурового п'єдесталу з залишками написів, що датується кінцем IV — початком III ст. до н. е.
Наприкінці II ст. до н. е. Кепи, разом з іншими боспорськими містами були захоплені Понтійською державою. Але вже в 71—70 роках до н. е. були відвойовані Римом.
Згадка назви Кепи Плінієм Старшим та Помпонієм Мелою показує лиш на те, що Кепи в перших століттях нашої ери продовжували існувати. Але якщо антична літературна традиція не зберегла ніяких відомостей про життя Кеп у перші століття нашої ери, то археологічні матеріали дають тепер можливість скласти деяке уявлення про господарство і культуру міста в цей період. В I–II ст. н. е. Кепи, як і інші міста Боспору, жили повнокровним життям. Населення міста збільшувалася, межі його, як показує південно-західний розкоп і культурний шар в обриві берега, розширилися в південному напрямку приблизно на 200 метрів.
У Кепах I ст. до н. е., як і в інших містах Боспору, спостерігається значна зміна культурного вигляду міста — сарматизація. Це виявляється насамперед у формах посудин (зооморфні ручки, різке збільшення кількості ліпної кераміки, поява лощеного посуду). Все це, безсумнівно, було пов'язано з посиленим проникненням у місто негрецьких, сарматських і синдо-меотських елементів. У земляному некрополі Кеп з'явилися нові риси поховального обряду — поховання з тризною і закладенням трьох коней, обряд розбитого дзеркала. Показово, що Гокон і його батько Папій, накреслені на надгробку I ст. н. е., знайденому в земляному некрополі Кеп, не є власне грецькими.
Варваризація матеріальної і духовної культури Кеп помітно прогресує за час з I ст. н. е. до IV ст. н. е.
У III–IV ст. н. е. Кепи живуть ще досить інтенсивним життям. Однак культурний вигляд міста ще більше варваризується.

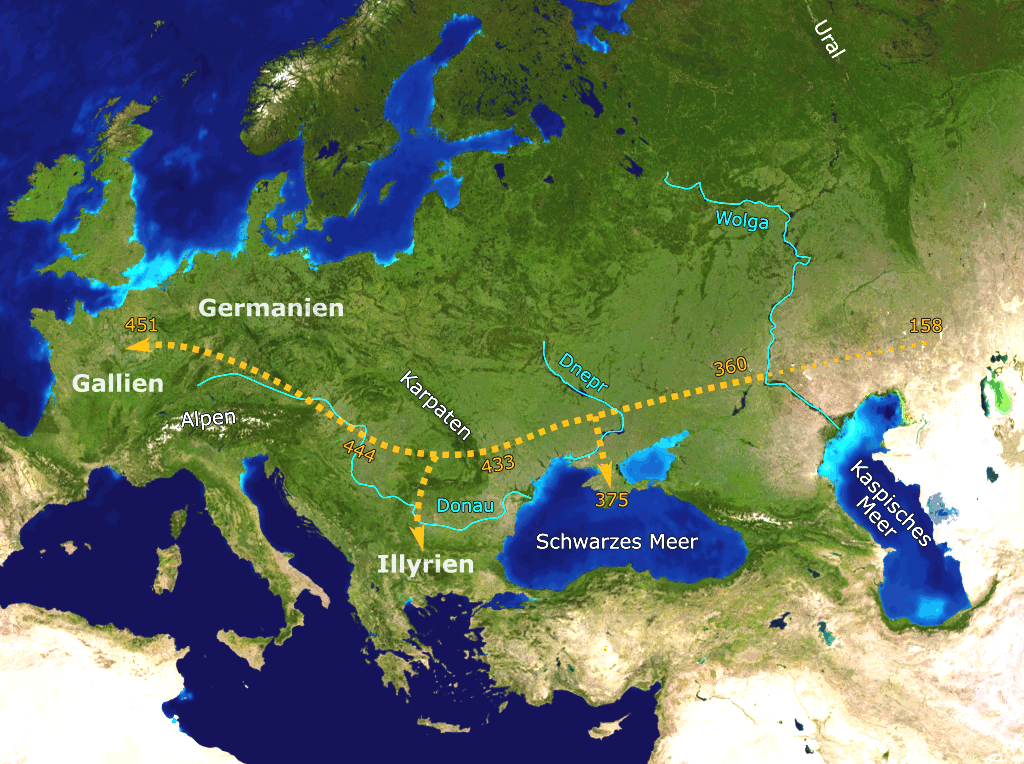
Шлях Гунської навали по землям сучасної України та Європи.

У багатьох містах Боспору знаходять сліди руйнувань, що пов'язуються з готськими навалами III ст. н. е. У Кепах таких слідів поки не виявлено. Правда, на західному розкопі в шарі не раніше середини III ст. н. е. можна зафіксувати спорудження великого будинку, пов'язане з великим переплануванням території.
В IV ст. н. е. Кепи переживають велике потрясіння. Гине господарсько-житловий комплекс, помітні сліди пожежі. Ця гибель, імовірно, була пов'язана з військовим нападом. Цим же часом датується остаточна, одноразово виконана засипка колодязя під схилом; сліди згарища того ж часу знайдено на південно-західному розкопі. Те, що катастрофа сталася саме в IV ст. н. е., свідчить матеріал заповнення колодязя (серед якого відзначимо рідкісну знахідку — частини дерев'яного колеса воза), знахідки у дворі і на підлозі знищеного будинку — вівтарики, 
червонолакова посудина IV ст. н. е. і пізні боспорські монети, з яких одна монета (останнього Рескупоріда) лежала всередині будинку, на підлозі, під завалом серцевих стін. Виходячи з цього можна припустити, що катастрофа відбулася не раніше 30-х років IV ст. н. е.; поки немає ще достатньо вагомих даних, щоб безперечно пов'язати їх з гунською навалою, тим більше, що і після цієї катастрофи місто ще продовжувало існувати протягом IV ст. н. е.; про це свідчить шар, що перекриває ці руїни.
Античне місто Кепи перестало існувати в IV ст. н. е. Протягом досить тривалого періоду, як можна судити з відомого до цього часу матеріалу, тут був пустир, але пізніше на місці античних Кеп знову виникає поселення. Матеріальна культура його небагата, найбільш частими знахідками є фрагменти невеликих червоноглиняних або оранжевоглиняних з високими ручками амфор, що дуже часто мають продряпані знаки, а також ліпний посуд. Однак його розташування не повторювало розташування загиблого міста. Так, будівельні залишки виявлені не тільки на місці античного міста, а й за його південно-східною межею, а кладовище середньовічного поселення займало південну частину античного городища по береговий обрив; середньовічні поховання в кам'яних ящиках врізані в античний міський культурний шар. Це вказує з повною очевидністю на певну перерву в житті поселення. Характер могил і похоронний ритуал середньовічного могильника близький до середньовічного цвинтаря на північному схилі гори Мітридат у Керчі.

## Економіка
Не існує точних відомостей про те, що місто виникло з торгового пункту — емпорія. Але зручне розташування на березі, у віддаленій точці Таманської затоки, з'єднаної протоками з внутрішніми синдомеотськими районами, дає можливість припускати, що такий пункт тут існував. У будь-якому разі, з самого початку виникнення поселення його жителі мали змогу торгувати з місцевим населенням, тим більше до 540 р. ще не існувала Фанагорія, що зрештою перевершила свого старшого брата.
Проте можна гадати, що основним заняттям поселення була не торгівля, а сільське господарство. Неподалік від міста розташовувались родючі рівнини. Сама назва міста Сади, очевидно, вказувала на зв'язок його жителів з сільським господарством. Можливо, розведення плодових дерев і не було основною галуззю господарства, а лише яскравою відмінною рисою міста, яка з часом дала йому назву. На користь твердження, що місто не з самого початку носило ім'я Кепи, може вказати той факт, що у Діодора Сицилійського і в схоліях до Демосфена його назва згадується з застереженням καλούμενοι — «так званий», а у Есхіна — ονομασμένοι. Зазвичай назва міста не супроводжується такими застереженнями. Судячи з даних Фефсата (De plant., IV, 5, 3) й археологічних матеріалів, садівництво на Боспорі розвивалось рано та інтенсивно.
В період Спартокидів з особливою виразністю простежується і економічна залежність Кеп від Пантікапеї. Переважна частина черепиці, будівельний камінь, частина посуду, ймовірно, металеві вироби надходили в Кепи з Пантікапеї. Кепіти, мабуть, часто відвідували Пантікапеї, жили там і навіть там вмирали, як можна судити з надгробка IV ст. до н. е. кепітянки Феопомпи, сина Айантіда, знайденому в районі північного схилу гори Мітридат.
Значну, але, мабуть, меншу роль в економіці Кепів відігравали зв'язки з сусідньою Фанагорією. Частина черепиці та посуду надходила в Кепи також з цього міста.

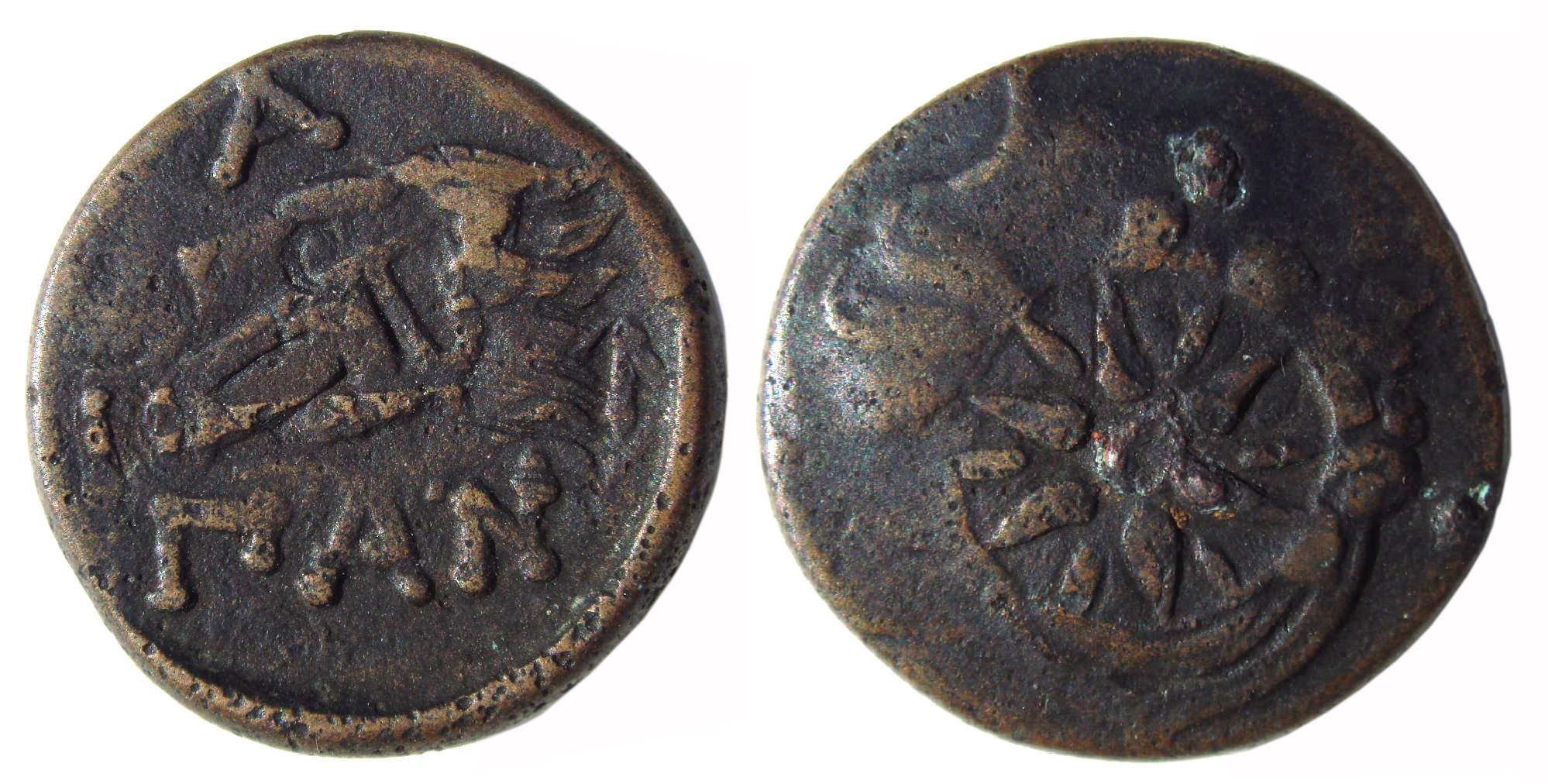
Монети Боспорського царства.

Свого монетного карбування Кепи не мали ніколи, але знахідки монет на городищі та в некрополі численні, що вказує на жваву внутрішню міську торгівлю. Серед монет, знайдених у Кепах, переважна більшість пантікапейських та фанагорійських; інші дуже рідкісні. Про внутрішньоміську торгівлю свідчать знахідки свинцевих гир, серед яких відзначимо чотирикутну гирю, що являла собою міну зі знімними важками в 1/8 ваги міни (52 г.). На гирі чітко прокреслена буква М. У Кепах знайдено значну кількість фрагментів чорнолакового аттичного посуду, амфор з різних центрів Егейського басейну (Хіос, Кос, Фазос, Родос та ін.) і Південного Причорномор'я (Синопа, Гераклея). Ймовірно, середземноморські товари надходили в той період в Кепи не так безпосередньо з міст Егейського басейну, як через Пантікапеї і частково через Фанагорію. У Пантікапею з Кеп надходили, мабуть, хліб, худоба, шкіра, риба і деякі інші товари, а в Кепи ввозилися товари заморського і власне пантікапейського виробництва. Разом з пантікапейськими товарами потрапляли в Кепи і пантікапейські монети.
Кепи мали власне ремісниче виробництво, сліди якого можна віднайти, починаючи з III–II ст. до н. е. (ткацтво, гончарство). Однак ремісництво Кеп було не в змозі дати достатньо товарів для еквівалентного обміну на велику кількість ввезених товарів. Еквівалент міг бути досягнутий тільки шляхом використання продуктів сільського господарства. Для Кеп торгівля в межах Боспору, мабуть, мала більше значення, ніж торгівля з віддаленішими заморськими центрами.
Матеріал, отриманий при розкопках Кеп, свідчить, що в III–II ст. до н. е. Кепи досягають найвищого економічного процвітання; кризових явищ не помітно; культурні шари цього періоду насичені великою кількістю різноманітних знахідок (кераміка, черепиця, уламки мармуру, теракоти і т. д.). Серед розкопаних могил земляного некрополя велика частина датується саме цим часом; могили простих людей, розташовані щільним масивом, забезпечені гарним інвентарем. Про внутрішньоміську торгівлю свідчить велика кількість монет III–II ст. до н. е. Цікава знахідка 11 монет, що лежали стосами у похованні II ст. до н. е. Про багатство кепської рабовласницької верхівки дають уявлення поховання Артюхівського кургану, який датується II ст. до н. е.. Ці дані свідчать про посилення майнової диференціації, а також дають деякі нові підстави для твердження про різницю в економічному розвитку міст азійської та європейської частин Боспору.
Варваризація матеріальної і духовної культури Кеп помітно прогресує за час з I ст. н. е. до IV ст. н. е. Відбуваються зміни і в економічному розвитку. Сільське господарство і скотарство як і раніше грали головну роль, але спостерігається посилення питомої ваги власного меотського ремісничого виробництва: відкриті залишки гончарної печі I ст. н. е., ошлакування частини посудин, залізні шлаки, знайдено ряд кістяних інструментів для шліфування. Можна вважати, що в цей час у верхньому місті господарських будівель було мало. У всякому разі в районі західного розкопу раніше стояв храм, а в I ст. н. е. тут розташовується винодавля, до того ж оригінальної форми. Чи існувало виноробство в Кепах до I ст. н. е., поки невідомо. Уламки цем'янки і частина жолобу — зливу, зробленого з горла амфори і напівкруглого каліптера, обмазаного цем'янкою, вказують на існування виноробні і в районі центрального розкопу. У пізньоантичних шарах траплялося згниле та злежане виноградне листя. Судячи з керамічних знахідок за I–III ст. н. е., в Кепи ввозилися вже не середземноморські товари, а товари міст Південного Причорномор'я, особливо Синопи (черепиця, посуд, амфори, мабуть, з оливковою олією). Деякі товари завозилися в цей період в Кепи з Сирії (скло, намисто) та Єгипту (намисто, скарабеї).
Як і в епоху еллінізму, жителі Кеп, особливо жінки, мали великий попит на прикраси (бронзові фібули, кільця, браслети і т. д.), серед яких знайдені підвіски і геми значної художньої цінності та інші предмети туалету. Улюбленою розвагою кепітів була гра в астрагали, що були знайдені по Кепах у великій кількості.
У III–IV ст. н. е. Кепи живуть ще досить інтенсивним життям. Проте культурний вигляд міста ще більше варваризується. Знахідки великої кількості зерна, піфосів і ям для зберігання зерна, зернотерок, згорілої в печі соломи показують, що сільське господарство продовжувало грати провідну роль. Кепіти сіяли переважно пшеницю і шестирядний ячмінь; жито, що трапляється поряд з підмаренником, тоді ще вважалося бур'яном. На корм худобі, мабуть, ішов овес та сочевиця.
Судячи зі значної кількості кісток, знайдених на городищі в усіх шарах, у Кепах, починаючи з VI ст. до н. е., розводили переважно велику і дрібну рогату худобу та коней. Кістки собак траплялися, починаючи з найбільш ранніх нашарувань. У III–IV ст. н. е. спостерігається збільшення кількості кісток коней.
Ремесло у цей період, мабуть, грало лише допоміжну роль. Знахідки грузил та мідних гачків вказують на більш значну, ніж у попередні періоди, роль рибальства. Серед риб'ячих кісток звертають на себе увагу часті знахідки кісток осетрових. Судячи з керамічної тари, торгівля як і раніше велася переважно з Південнопонтійським центрами. Про це говорять вузькогорлові світлоглиняні амфори з профільованими ручками: більшість з них мають на горлі і на плечах курсивні написи і знаки червоної та бурої фарби. Але головну масу амфор становили величезні, широкогорлі червоноглиняні амфори з соскоподібним дном, яйцеподібним тулубом і плоскопрофільованими ручками. Подібні амфори характерні для всіх античних боспорських міст Північного Причорномор'я III–IV ст. н. е. Їх використовували для зберігання не тільки вина, а й зерна. Знахідки в Кепах показали, що такі амфори мали дископодібні вапнякові кришки. На плечах і горлах таких амфор часто продряпувалися літерні позначки та інші знаки. Частина такого роду амфор, мабуть, виготовлялася в Кепах. Для того часу характерні великі червоноглиняні та сіроглиняні лощення посуду типу корчаг. Звертає на себе увагу значне ввезення червонолакових мисок, що спостерігається в цей час у всьому Північному Причорномор'ї.

## Державний лад
Головна маса знахідок архаїчного шару — фрагменти кераміки — підкреслює грецький характер поселення і його тісні зв'язки з іонійськими й острівними центрами Середземномор'я (Хіос, Клазомени, Родос та інші). Про міське будівництво раннього періоду важко щось сказати, але важливо відмітити широке застосування підсипок та вимісток з морських мушель, що легко можна пояснити відсутністю будівних матеріалів у найближчій місцевості. На центральному розкопі, в архаїчному шарі, що лежить на материковому піску, знайдено велику кількість морських відбірних мушель, а на західному розкопі — рід ракушнякової вимостки на доволі значній площі.
Навряд чи можна сумніватися, що до об'єднання боспорських міст під владою Археанактідів Кепи були самостійною міською общиною, але, виникнувши як мілетська апойкія, вони підтримували тісні зв'язки з Пантікапеєм. Пантікапей і Кепи були, очевидно, основними групами мілетських переселенців, близьких по соціально-економічному становищу, які мали схожі інтереси.
Повідомлення Есхіна проливає світло на політичне положення Кеп у V ст. до н. е. Передача Кеп під управління чужеземцю-афінянину Гілону і, як видно зі схолій до Демосфена, з правом вибору податку (καρποδσθ-αι λαβών παρ’ αύτών), значить повне політичне підпорядкування міста боспорському царю наприкінці V ст. до н. е. Приблизно в ті ж часи подібно чинили і перські царі

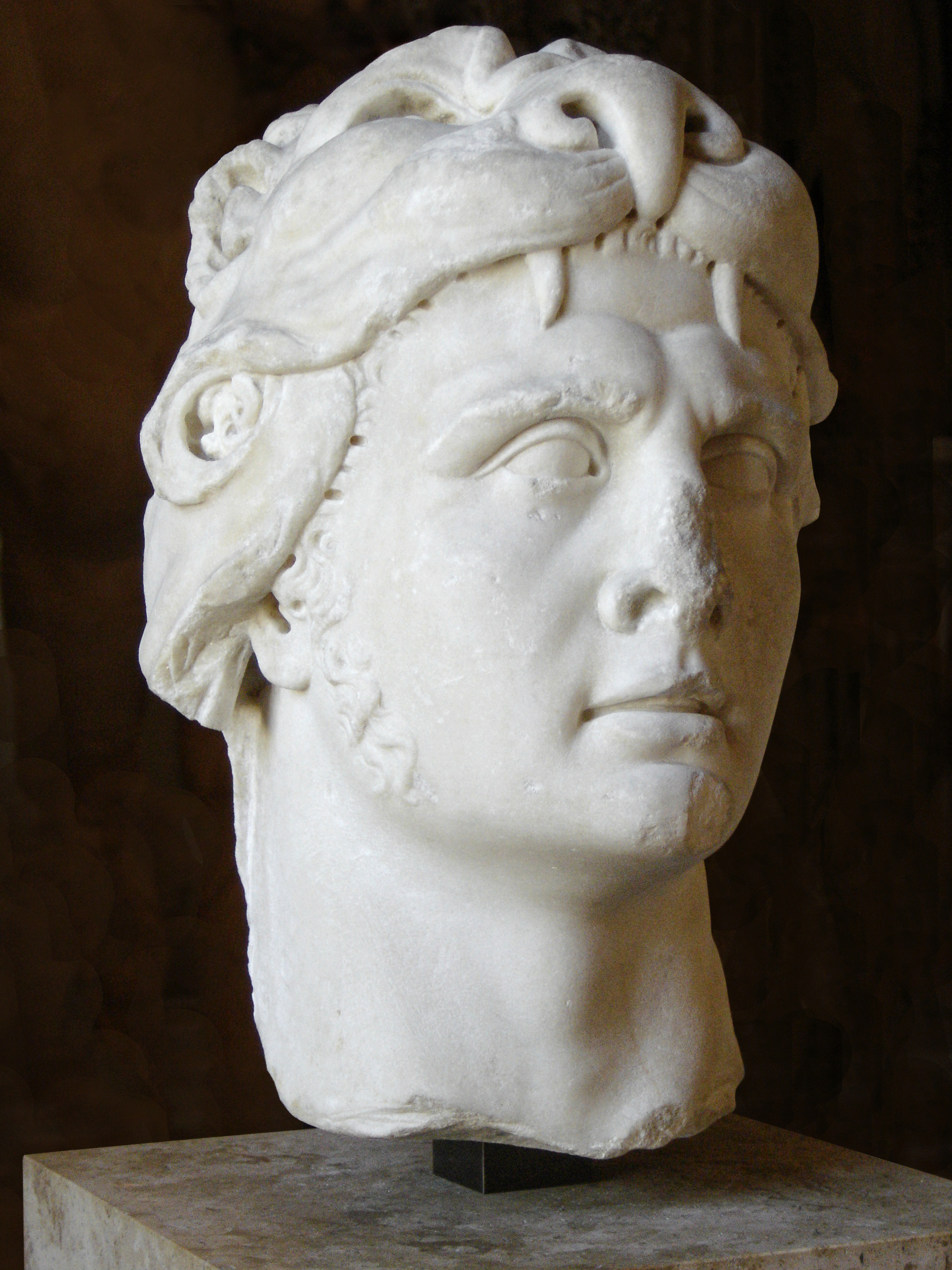
Мітридат VI Евпатор, один з найвідоміших правителів Боспору.

Очевидно, такий акт міг бути результатом вже раніше укладених умов. Політичне підпорядкування Кепів, треба вважати, було влаштоване ще Археанактідами, що використовували ранні зв'язки кепитів з пантікапейцями. Правителям нової династії, Спартоку та Сатиру І, очевидно, не було важко до кінця підкоритися Боспору. Для Сатира підпорядкування Кеп мало суттєве значення, оскільки вони були надійним пунктом у його боротьбі за приєднання синдських територій.
Судячи з кераміки, що була знайдена на Приколодязьному розкопі в шарі V ст. до н. е. (чорнолакові та червонофігурні посудини), і з інвентаря могил того часу, Кепи в V ст. до н. е., зберігаючи тісні зв'язки з іонійськими центрами, різко посилили зв'язок з Аттикою. На некрополі в одній з могил V ст. до н. е. було знайдено сім аттичних чорнолакових посудин. Нерідкі знахідки флаконів V–IV ст. до н. е. з фінікійського скла.
У матеріальній культурі міста VI–V ст. до н. е. поки що не вдається знайти докази того, що місцеві етнічні елементи проникали в міське середовище. Ряд дослідників, що знаходили ліпну кераміку в античних містах, спираються зазвичай на них як на доказ наявності представників місцевих племен у складі міського населення. Ліпна кераміка в Кепах трапляється з найбільш раннього часу. Проте є й інша підстава вважати, що населення Кеп тим чи іншим чином з дуже раннього часу стало поповнюватися місцевими елементами. Гілон, приїхавши на Боспор, отримав Кепи і потім одружився, за однією версією (Есхіна) — на Скіф'янці, за іншою — (схолії до Демосфена) — «на дочці одного з тубільців». Але джерела сходяться в тому, що при одруженні Гілон узяв багате придане. Якщо Гілон, будучи в Кепах, одружився з тубількою, то, найімовірніше, вона була дочкою знатного синда або меота. Для Есхіна ж важливо було з'ясувати не стільки точне найменування її племені, скільки показати варварське походження, і в такому разі назва «Скіф'янка» було найзрозумілішою афінянам. Зрозумілим стає і прагнення Есхіна підкреслити низьке походження Демосфена, коли він в одній з промов вказував навіть, що Демосфен походив по матері від кочових скіфів, що мало ймовірно.
Отже, в Кепах ми бачимо яскравий приклад того, як греки на периферії античного світу встановлювали зв'язки з місцевим населенням, одружуючись з багатими нареченими з місцевої родової аристократії, і як створювалася місцева еллінізована знать. Цим, мабуть, багато чого можна пояснити щодо специфіки боспорської культури і таманських курганів, зокрема.
В період IV–II ст. до н. е. Кепи були одним з внутрішніх боспорських міст, повністю підлеглих боспорським правителям. Можливо, що в Кепах з часів Гілон головну роль відігравала призначувана царем особа, при якому виборні органи міського самоврядування займали другорядне місце. Подібне становище було, мабуть, звичайним для Боспора. Полней розповідає, що Левкой призначив правителями сіл родичів відсторонених ним триєрархів.
Про участь Кеп у політичних подіях кінця IV ст. до н. е. свідчить той факт, що Прітан, зазнавши поразки в боротьбі з Євмелом, втік з Пантікапея в Кепи, де і був убитий. Утік він сюди, мабуть, не випадково. Кепи служили йому, ймовірно, опорним пунктом у той час, коли Євмел, діючи, за словами Діодора, зі сходу, відтіснив його до перешийка Меотійського озера. Взагалі ж Кепи, будучи в той час внутрішнім боспорським містом, великого військового значення не могли мати. Проте, як показують розкопки некрополя, чоловіче населення міста носило зброю.

## Архітектура
В місті, як і в період еллінізму, існували красиві громадські будівлі. Одна з таких будівель була розташована в районі центрального розкопу; там виявлені сліди великої вибірки каменю та знайдено вапняковий канелюрований барабан колони і вапняковий каліптер. Вапнякові барабани колон, вапнякове та мармурова черепиця знайдені і в інших частинах городища.
Зсередини приміщення прикрашалися різнокольоровими мармуровими плитками і кольоровою штукатуркою, шматки якої не один раз зустрічалися в шарах цього часу. Іноді підлоги мостилися спеціальним вапняно-гальковим складом, відполірованим зверху.
В місті існували водостоки, споруджені з кам'яних жолобів. Один такий жолоб закладений в кладку стіни III ст. н. е., уламки інших знайдені в пізньоантичних шарах. Водопостачання міста здійснювалося з колодязів, розташованих під укосом на нижньому плато.
На площі стояли статуї і плити з декретами. У кладці III ст. н. е. був знайдений постамент мармурової скульптури, в іншому місці верхнього міста виявлено величезний мармуровий постамент для декрету зі знаком боспорського царя I–II ст. н. е. Могили некрополя прикрашалися надгробками, на деяких з них були написи на грецькій мові.
Під час розкопок вдалося знайти лише одну будову, що була призначена для релігійних вірувань. Це невеликий храм, площею 30 км. м. присвячений Афродіті, що розташовувався на південній околиці міста. Інтер'єр храму був розфарбований в різні кольори, а дах критий глиняною черепицею. В святилищі були знайдені мармурова голова статуї Куроса або Аполлона, датовані кінцем 6 ст. до н. е., вотивну мармурову жіночу голову з рогом достатку та мармурову статуетку Афродіти, роботи невідомого майстра з Малої Азії 2 ст. до н. е.
В місті також були знайдені залишки лазні 1 ст. н. е. В лазні знаходилося декілька купелей, стіни були зроблені з необпаленої глиняної цегли і облицьовані зсередини мармуром, під стінами містилися лави, через які, по внутрішнім каналам, протікало гаряче повітря. На північ та на схід від лазні пролягав водопровід, що був побудований з тесаних блоків і вкритий плитами з каменю та глиняної черепиці. Біля входу в лазню, під стіною, водопровід був зроблений з глиняної трубки в якій містилися інші трубки меншого діаметра.
Залишок оборонних стін в місті знайдено не було, хоча і потреби в них теж, схоже, не виникало. Лише на північ від міста були знайдені залишки нашвидкоруч зведеного насипу, датованого 1 ст. н. е.
В західному розкопі відкритий господарсько-житловий комплекс, що виник у III ст. і загиблий в IV ст. н. е. Він складається із залишків кількох приміщень, комори з піфосами, двору і водостоку. Вивчення цього комплексу дає можливість зробити ряд висновків, підкріплюваних знахідками в інших місцях городища.
Залишки чотирьох приміщень дозволяють реконструювати єдиний будівельний блок, подібний блокам в Ілураті та Семенівці. Добре простежується будівельна техніка. Основу будівлі складали кам'яні цоколі, верхня площина яких вирівняна плоскими вапняковими каменями і фрагментами кераміки. На цоколях були складені стіни з сирцевої цегли. Дах був критий черепицею. Стелі, ймовірно, утеплялися камкою. У Кепах здавна цегла являла собою найбільш поширений вид будівельного матеріалу. Це добре простежується за складом ґрунту, починаючи з елліністичних шарів, оскільки головну масу ґрунту по суті складають розвали сирців. Виноробня I ст. н. е. мала також сирцеві стіни. Цей факт пояснює невелику кількість збережених кам'яних кладок, які ще в давнину постійно розбиралися і вживалися на пізніші споруди. Так, стіни будинку III–IV ст. н. е. складалися здебільшого з каменів вторинного використання. Розкопки Кеп дали значний матеріал для судження про будівельні матеріали та будівельну техніку. Крім згаданих каменю сирцю, морської черепашки, мармуру, цем'янки, вапна, штукатурки, глини, в Кепах широко застосовувалося дерево, скріплюючись залізними і бронзовими кованими цвяхами, морська трава для підстилок і утеплень, пісок, гравій. У III–IV ст. н. е. стала застосовуватися обпалена цегла, але якого роду споруди з неї споруджувалися — поки невідомо.
Останній з античних шарів городища, хоча і досить потужний по товщині, будівельних залишків містить мало, зате характеризується знахідками найбільшої кількості грубої ліпної кераміки. Залишки декількох фундаментів вказують на бідність і занепад будівельної техніки.

Статуетка, так званої, Афродіти Таманської. Знайдена на розкопках Кеп.

## Релігія
У місті, як і всьому регіоні азійського Боспору, широко практикувалося поклоніння Афродіті. Згідно знахідок, що датуються 6 ст. до н. е., можна припустити, що храм або святилище існувало в місті ще в архаїчні часи. Це припущення підтверджується посудом 5 ст. до н. е., на якому можна прочитати ініціали богів, написами на керамічних уламках, а також знайденою мармуровою головою Афродіти роботи Александрійської школи, що датується 3 — 2 ст. до н. е. Під час розкопок в місті також був знайдений храм Афродіти. Про це говорить виявлене в 1957–1959 роках на західному розкопі скупчення значної кількості уламків теракоту і фрагментів чорнолакових посудин IV ст. до н. е. із залишками графіто, і в тому числі з монограмами, які, треба думати, являють собою початкові літери імені Афродіти. Подібна монограма є і на фрагменті стінки амфори. Слід згадати також про велике, мабуть, жертовне блюдце, знайдене поблизу західного розкопу одним з місцевих жителів. Це блюдце, на жаль, не збереглося. При розкопках 1958–1959 роках тут же, на західному розкопі, було знайдено два уламки краю жертовних глиняних посудин.
На північ від міста розташовувався некрополь, хоча могили можна знайти як на сході, так і на заході від міста. На площі в 60 кв. км. під час розкопок 1959–1970 року було знайдено в загальній кількості більш ніж 400 поховань датованих від 6 ст. до н. е. до 3 ст. н. е. За ритуалами поховань 6 — 5 ст. до н. е. могили мали прямокутну чи овальну форму, були обкладені глиняною цеглою. Дітей хоронили в амфорах. Традиційно трупи були похоронені на спині обличчям на схід. В могилу іноді клався пофарбований посуд чи інші прості дари. До чоловіків в могилу часто клали зброю. Найбільша кількість поховань датується 3 — 1 ст. до н. е. Загалом традиції поховань не змінюються, лише паралельно зустрічаються могили з надгробною плитою, висічені в камені та підбійні могили.
Хоча традиції поховання, що були знайдені, переважно грецькі, але часом зустрічається і Сарматська традиція. Сармати з'явились на цій території приблизно в 3 ст. до н. е. В цих роках продовжують зберігатися старі традиції поховання, але також починає з'являтися кремація. Кремація здійснювалась безпосередньо в самій могилі або поряд з нею, після неї попіл складали в амфору, яку і ховали. Похоронні подарунки цього періоду різноманітні: глиняні горщики, в основному місцевого виробництва, намиста і боспорські монети. В період 3 — 1 ст. до н. е. зброю в могили не клали. У цей період широкого поширення набуває традиція побудови надгробних стел, на них зображували чоловіків, жінок, вершників тощо.
В 1 ст. до н. е. некрополь стискається і поховання здебільшого відбуваються у його північній частині. Як і раніше, могили мають прямокутну та овальну форму, але тепер вони стають ширшими. Ще частіше зустрічається поховання у відбійних могилах. Позиція тіла залишається спиною до низу, але іноді зустрічаються тіла в позі ембріону. Кремація та похоронні обряди зникають. Зброя знову починає з'являтися в чоловічих могилах, а надгробні стели все ще популярні.
Вважається, що до IV ст. н. е. сильно змінилася духовна культура населення Кеп. У культурному житті населення міста спостерігається відмова від традицій античної культури, втрата смаку до творів античного мистецтва, зокрема скульптури. На городищі знайдено значну кількість уламків варварських розбитих вапнякових і мармурових скульптур. З них частина виявилася використаною для спорудження фундаментів; так, фрагменти двох постаментів мармурових статуй із залишками ступні виявлені в кладках пізньоантичних будівель. Немає підстави думати, що руйнування античних скульптур виявилося тільки результатом навали варварів.
Руйнівна діяльність стала наслідком ідеологічної боротьби, зміни ідеологічних поглядів, яка виражалася у перемозі християнства. Підтвердженням цього висновку може служити бронзовий вівтарик, знайдений в підлозі будинку, зруйнованого в IV ст. н. е. Аналогічні вівтарі знайдені в християнських пам'ятках IV–V ст. Одночасно з християнством поширювалися й інші вірування, про що свідчить підвісна глиняна табличка із зображеннями дерева життя, оленя зі змією і незрозумілих символів геометричної форми, які в цілому відображають синкретичність релігійних уявлень.

## Перелік епіграфічних джерел, знайдених при розкопках
- SEG 27:435[40] Напис на плиті білого мармуру, ліва частина якої була випадково знайдена 1960 року поблизу Кімерійського валу. На знахідці збереглись 4 рядки напису. За формою каменя можна зробити висновок, що він був вставлений в стіну, а особлива форма письма дозволяє припустити, що камінь був виготовлений в середині або в другій половині 3 ст. н. е. Згідно з одержаними відомостями, напис на плиті є списком імен. Випадковість такої знахідки не дозволяє припустити походження напису, але з великою імовірністю він походить саме з Кеп. Але в будь-якому разі знахідка свідчить про те, що грецький поліс продовжував існувати на Таманському півострові в 3 ст. н. е.[41]
- SEG 45:983,d[42] SEG 45:983,h[43] SEG 45:983,i[44] Фрагменти написів на посуді. Роки не відомі.
- SEG 45:990[45] Середня частина трирядкового присвятного напису, нанесеного на мармурову базу, обколоту зліва та справа. Фрагмент цієї бази був знайдений у 1963 році на городищі Кеп. Напис є зразком ранньоелліністичного письма; можна зробити висновок, що його було зроблено на межі 4-3 ст. до н. е. Епіграфіст Валерій Яйленко на основі своїх досліджень робить припущення, що напис можна перекласти як «певна [дочка] когось, що виконувала обов'язки жриці, жінки Спартока, посвятила при архонті Перисаді, сина Левкона, Афродиті».[46]